# Waiting for the Worms
Waiting for the Worms ist ein Titel der britischen Rockband Pink Floyd aus dem 1979 veröffentlichten Konzeptalbum The Wall.
Es wurde von Roger Waters komponiert.

## Inhalt
Wie alle anderen Lieder aus The Wall erzählt Waiting for the Worms einen Teil der Geschichte des Protagonisten Pink, der sich zum Schutz vor emotionalen Einflüssen eine imaginäre Mauer errichtet.
Durch die Medikamente, die Pink vom Arzt in Comfortably Numb bekommen hat, hat sich sein Zustand statt sich zu verbessern rapide verschlechtert. Dadurch haben sich bei Pink Wahnvorstellungen gebildet, durch die er sich auf der Bühne wie ein Diktator fühlt, was bereits in den vorherigen Liedern In the Flesh und Run Like Hell zu hören war – allerdings bleibt unklar, ob das Konzert real oder nur Pinks Fantasie ist.
Zu diesem Zeitpunkt hat Pink bereits jegliche Hoffnung verloren. Er macht klar, dass ihn nichts mehr aufhalten kann und fühlt sich sicher hinter seiner Mauer („Sitting in a bunker here behind my wall“). Er gibt rassistische Parolen von sich mit dem Versprechen, Großbritannien von Minderheiten zu befreien („Waiting to put on a black shirt … for the queers and the coons and the reds and the Jews“) und macht sogar Anspielungen auf den Holocaust („Waiting to turn on the showers and put on the ovens“). Schließlich werden seine ins Megafon gebrüllten Ansagen immer unverständlicher.
Am Ende des Lieds erkennt der aus dem Drogenwahn erwachte Pink plötzlich seine Fehler und schreit laut: „Stopǃ“

## Musik
Im Gegensatz zum vorherigen Lied Run Like Hell ist Waiting for the Worms von der Melodie her langsam, düster und aggressiv. Es ist das letzte Lied, auf dem nicht nur Waters zu hören ist. Wie auch bei Run Like Hell singt außerdem noch Gilmour mit.
Die Zeilen von Gilmour werden ruhig, die von Waters aggressiv vorgetragen. In den beiden Strophen singt Waters All you need to do is follow the worms, der Rest wird von Gilmour gesungen. Im Intro, in der Bridge, sowie im Outro ist nur Waters zu hören.
Erst beginnt das Lied, welches bis auf das Ende im G-Dur gespielt wird, mit dem deutschen Ausruf Eins, zwei, drei, alleǃ. Dann beginnt ein Beach Boys-ähnlicher Gesangspart von Waters, welcher recht ruhig gesungen wird.
Darauf beginnt die recht ruhige, aber sehr düstere Strophe, bestehend aus zwei Zeilen von je Gilmour und Waters. Dann folgt eine Bridge mit wütenden Kommentaren von Waters durch ein Megafon, von denen jeder mit „Waiting“ beginnt. Im Gegensatz zu den Strophen ist die Melodie hier rau und aggressiv. Dann folgt die zweite Strophe, ähnlich wie die erste, mit derselben Melodie und mit ebenfalls vier Zeilen.
Im Outro erhallen erneut wütende Kommentare von Pink, die immer unverständlicher klingen. Im Hintergrund sind wütende Gitarren zu hören, die vom bisherigen Thema abweichen. Nun werden alle Chorde – sowohl auf der Gitarre als auch auf dem Keyboard – durcheinander gespielt. So lassen sich die Hauptmelodien von Another Brick in the Wall sowie von Hey You, welche auf das Leitmotiv des Albums bilden, hören. Begleitet wird das ganze von „Hammerǃ“-Rufen des Publikums, die immer lauter werden.
Nach fast vier Minuten bricht die Melodie plötzlich ab und das Lied geht ohne Unterbrechung in das nächste Lied über. Der „Stopǃ“-Ruf ist am Ende noch zu hören.

## Film
Der Film zeigt Pink auf einem Konzert, das er aufgrund seines Drogenwahns in eine Art faschistische Kundgebung verwandelt. Er trägt eine Uniform und es wird gezeigt, wie er mit einem Megafon durch die Straßen marschiert und Befehle gibt.
Außerdem sind Soldaten zu sehen, wie sie Pink folgen. Am Ende ist eine Animation mit marschierenden Hammern zu sehen, bis das Lied und die Animation abbrechen und der aus den Drogen erwachte Pink (gespielt von Bob Geldof) laut „Stopǃ“ schreit.

## Besetzung
- Roger Waters – Gesang, Bass
- David Gilmour – Gesang, Gitarre
- Nick Mason – Schlagzeug
- Richard Wright – Keyboard